# Wera Goldman
Wera Goldman (* 7. November 1921 in Wien; † 15. Mai 2020 in Tel Aviv) war eine österreichisch-israelische Tänzerin, Choreografin und Pädagogin.

## Leben
Wera Goldman war die Tochter eines kunstaffinen Ehepaares. Bereits im frühen Kindesalter begann sie mit dem Tanzen, sie erhielt Tanz-Unterricht bei Riki Raab. In den 1930er Jahren emigrierten ihre Eltern nach Australien, während sie selbst nach dem Anschluss Österreichs mit einem Zertifikat der Women’s International Zionist Organisation erst im Jahr 1939 nach Palästina gehen konnte.
Dort arbeitete sie als Pionierin in einem Kibbuz. Sie schloss sich der Ausdruckstänzerin Gertrud Kraus an und arbeitete fünf Jahre in deren Ensemble am Opernhaus in Tel Aviv. 1943 tanzte sie die Rolle des Todes in Kraus’ Choreografie „Des Dichters Traum“. Sie war eine der letzten Vertreterinnen aus dem Netzwerk der Wiener Tanzmoderne vor 1938, die noch in hohem Alter auf der Bühne stand. 1998 holte Andrea Amort die Künstlerin zur Veranstaltungsreihe „Wiener Tanz im Exil“ ins Jüdische Museum, wo Goldman ihr Solo „Dybbuk“ tanzte. Fortan war Goldman u. a. im Rahmen dieser Reihe immer wieder in Wien (Theatermuseum, Alte Schmiede, Volksoper, Impulstanz, Ballettschule der Staatsoper, Studiengang Tanz an der MUK Wien) und studierte etwa mit der Tänzerin Martina Haager das Solo „Sara im Zelt“ (2001) ein. 2006 organisierte Haager mit Goldman die neue Produktion „Friedenszelt“, die in Wien, Ebensee und Graz zu sehen war. Auf ausgedehnten Reisen hatte sich Goldman außerdem ein breites Spektrum ethnischer Tänze angeeignet, die sie auch in ihrem Studio unterrichtete, darunter indische Tanzformen und aus dem Mittleren Osten aber auch Tänze aus dem pazifischen und philippinischen Raum. Typisch für Goldman war das Solo-Programm „Frauengestalten in der Bibel“, das sie als Fusion aus modernen und orientalischen Tanzformen gestaltete. Neben dem Tanzen schrieb sie von frühester Kindheit an Lyrik und veröffentlichte mehrere Bücher.
Am 22. Oktober 2008 wurde sie in Wien im Rahmen des Festivals „Berührungen. Tanz vor 1938 - Tanz von heute“ anlässlich der „Benefizgala für Wera Goldman“ mit der Ehrenmedaille der Bundeshauptstadt Wien für ihr Lebenswerk ausgezeichnet. Im Rahmen der Ausstellung „Alles tanzt. Kosmos Wiener Tanzmoderne“ im Theatermuseum Wien (2019–2020) war sie via Film und Foto vertreten.

## Werke
- Lasst mich frei / Lyrik , 1996. M&N Boesche-Verlag
- Gotischer Zyklus / Dramatische Monologe, 1996. M&N Boesche-Verlag

## Leben
- Alisa Douer: Neuland. Israelische Künstler österreichischer Herkunft. Picus, Wien 1997, ISBN 3-85452-407-2, S. 154f. (Begleitbuch zu der gleichnamigen Ausstellung).